# Josh Jooris
Joshua „Josh“ Jooris (* 14. Juli 1990 in Burlington, Ontario) ist ein kanadischer Eishockeyspieler, der seit September 2021 beim Genève-Servette HC aus der Schweizer National League unter Vertrag steht und dort auf der Position des Centers spielt. Zuvor war Jooris unter anderem für die Calgary Flames, New York Rangers, Arizona Coyotes, Carolina Hurricanes und Pittsburgh Penguins in der National Hockey League (NHL) aktiv. Sein Vater Mark Jooris war ebenfalls professioneller Eishockeyspieler und -trainer.

## Karriere

### Jugend und Ausbildung
Josh Jooris wurde 1990 in eine sportliche Familie mit belgischen Wurzeln geboren. Sein Großvater war bereits als professioneller Fußballspieler aktiv, während sein Vater Mark Jooris als Eishockeyprofi unter anderem in der American Hockey League sowie in der Deutschen Eishockey Liga sein Geld verdiente. Mit dem Eishockeyspielen begann er bereits im Alter von drei Jahren und wuchs zum Teil in seiner kanadischen Heimat und zum Teil in Europa auf, wo sein Vater unter Vertrag stand.
In seiner Heimatstadt Burlington durchlief Josh Jooris die Jugendabteilungen der Burlington Eagles sowie später die der Burlington Cougars. Dabei spielte er für letztere in der Ontario Junior Hockey League (OJHL) sowie in der Central Canada Hockey League (CCHL) – zwei Juniorenligen, die nicht zu den drei erstklassigen Juniorenligen Kanadas gehören. So erhielt Jooris weniger Aufmerksamkeit von Scouts und wurde infolgedessen im NHL Entry Draft nicht ausgewählt. Daraufhin schrieb er sich am amerikanischen Union College im Bundesstaat New York ein und spielte fortan für deren Eishockeyteam, die Union Dutchmen, in der ECAC Hockey, einer Universitätsliga der NCAA. An der Hochschule begann er ein Studium der Psychologie.

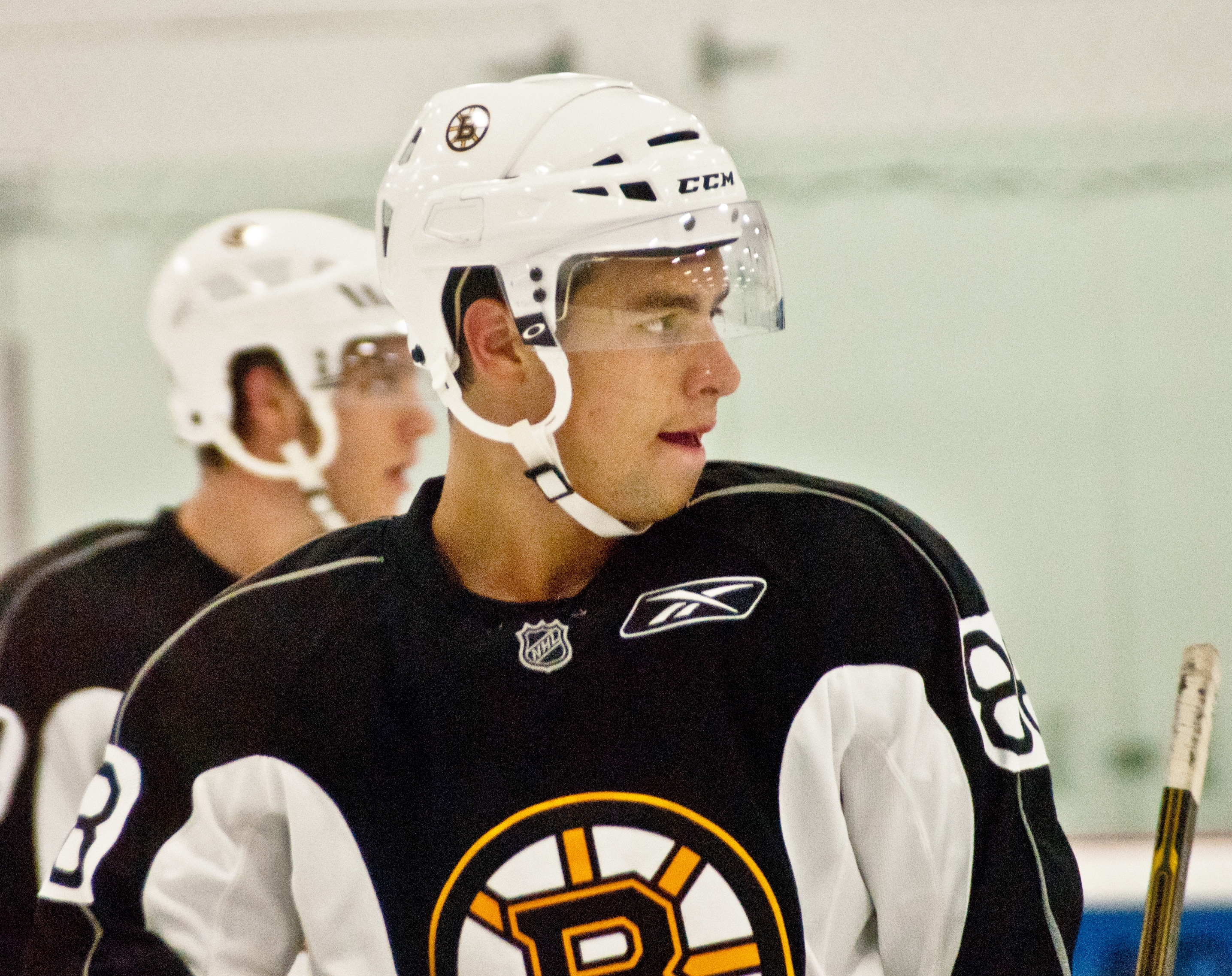
Jooris im Trainingscamp der Boston Bruins (2011)

In seinen drei Jahren am Union College erzielte der Center in jeder Saison stabile Scorerpunkt-Werte (32-28-28). Mit der Mannschaft gewann er in den letzten beiden Jahren jeweils die Play-offs der ECAC und damit den Whitelaw Cup, der gleichbedeutend mit der Qualifikation für die Ausscheidungsspiele zur nationalen Meisterschaft aller Universitätsmannschaften der USA ist. In der Saison 2011/12 stieß man dabei bis ins Halbfinale und damit in die Frozen Four vor, wo man allerdings der Ferris State University unterlag.

### NHL
Bereits im Sommer 2011 hatte Jooris ein Trainingscamp der Boston Bruins und im Jahr darauf eines der Vancouver Canucks besucht, konnte sich jedoch in beiden nicht durchsetzen. Gleiches versuchte er im Jahr darauf bei den Calgary Flames, die ihn daraufhin im Juli 2013 mit einem Entry Level Contract für die National Hockey League (NHL) ausstatteten. In der Folge verließ er das Union College vor dem Senior-Jahr und schloss sein Psychologie-Studium nicht ab. Um ihm Spielzeit zu gewähren wurde der Center vorerst in die American Hockey League (AHL) zu den Abbotsford Heat, dem Farmteam der Calgary Flames, geschickt. Dort verbrachte er die gesamte Saison 2013/14 und erzielte in 73 Spielen 11 Tore und gab 16 Vorlagen. Nachdem er noch den Beginn der folgenden Spielzeit bei den Adirondack Flames, dem neuen Farmteam der Flames, verbrachte, wurde er bereits nach zwei AHL-Partien erstmals ins NHL-Aufgebot berufen; Grund war eine Verletzung von David Jones. In seinem Debüt gegen die Columbus Blue Jackets gelang ihm direkt ein Tor, zudem erzielte er zwei Wochen später einen Doppelpack gegen die Canadiens de Montréal, wodurch er seine Position im NHL-Kader festigte.
Nach drei Jahren in der Organisation der Flames erhielt Jooris nach der Saison 2015/16 keinen neuen Vertrag, sodass er sich im Juli 2016 als Free Agent den New York Rangers anschloss. Für die Rangers absolvierte er zwölf NHL-Spiele, ehe er über den Waiver in die AHL geschickt werden sollte, wobei der Mittelstürmer von den Arizona Coyotes verpflichtet wurde. In Arizona beendete Jooris die Spielzeit und wechselte in der Folge im Juli 2017 als Free Agent zu den Carolina Hurricanes. Die Hurricanes gaben den Angreifer jedoch nach etwas mehr als einem halben Jahr zur Trade Deadline im Februar 2018 an die Pittsburgh Penguins ab. Im Gegenzug schickte Pittsburgh Greg McKegg nach Carolina. Im Juli 2018 unterzeichnete Jooris als Free Agent einen Einjahresvertrag bei den Toronto Maple Leafs, wo er im Saisonverlauf ausschließlich in der AHL bei den Toronto Marlies zu Einsätzen kam.

### Wechsel nach Europa
Im Juni 2019 unterzeichnete er einen Vertrag beim Lausanne HC aus der Schweizer National League, bei dem er zwei Spielzeiten verbrachte. Nachdem der Vertrag ausgelaufen war, schloss er sich im September 2021 dem Ligakonkurrenten Genève-Servette HC an.

## Erfolge und Auszeichnungen
| - 2012 Whitelaw-Cup-Gewinn mit dem Union College - 2013 Whitelaw-Cup-Gewinn mit dem Union College - 2019 Spengler-Cup-Gewinn mit dem Team Canada | - 2022 Spengler-Cup-Gewinn mit dem HC Ambrì-Piotta - 2023 Schweizer Meister mit dem Genève-Servette HC - 2024 Champions-Hockey-League-Gewinn mit dem Genève-Servette HC |

## Karrierestatistik
Stand: Ende der Saison 2024/25
(Legende zur Spielerstatistik: Sp oder GP = absolvierte Spiele; T oder G = erzielte Tore; V oder A = erzielte Assists; Pkt oder Pts = erzielte Scorerpunkte; SM oder PIM = erhaltene Strafminuten; +/− = Plus/Minus-Bilanz; PP = erzielte Überzahltore; SH = erzielte Unterzahltore; GW = erzielte Siegtore; 1 Play-downs/Relegation; Kursiv: Statistik nicht vollständig)